# Segmentul auto european
Cu excepția celor din programul european de evaluare a siguranței Euro NCAP, segmentele de vehicule din Europa nu au caracterizare sau reglementări oficiale. Deși definiția este vagă, există puțină suprapunere între segmentele A-F pe baza parametrilor de greutate și dimensiune.
Segmentele de modele tind să se bazeze pe comparație cu modele de mărci binecunoscute. De exemplu, o mașină precum Volkswagen Golf ar putea fi descrisă ca fiind din clasa de mărime Ford Focus sau invers. VW Polo este mai mic, deci aparține cu un segment sub Golf, în timp ce Passat-ul mai mare este cu un segment deasupra.
Numele segmentelor au fost menționate, dar nedefinite, în 1999 într-un document al UE intitulat Case No COMP/M.1406 HYUNDAI / KIA REGULATION (EEC) No 4064/89 MERGER PROCEDURE.
| Cod | Sens     | Exemplu           | Imagine |
| --- | -------- | ----------------- | ------- |
| A   | mini     | Fiat 500          |         |
| B   | mică     | Dacia Sandero     |         |
| C   | mediu    | Toyota Corolla    |         |
| D   | mare     | Peugeot 508       |         |
| E   | executiv | Porsche Taycan    |         |
| F   | lux      | Bentley Mulsanne  |         |
| J   | SUV      | Renault Kadjar    |         |
| M   | minivan  | Volkswagen Sharan |         |
| S   | sport    | Audi TT           |         |